# Каслинський район
Ка́слинський райо́н (рос. Каслинский район) — муніципальне утворення в Челябінській області Росії.
Адміністративний центр — місто обласного підпорядкування Каслі.

## Географія
Площа — 3356 км², сільськогосподарські угіддя — 116 700 га.
Один з найбільш заселених (53 населених пункти) районів розташований між Челябінськом (138 км) та Єкатеринбургом (130 км). На території району найстаріші поселення області: Тюбук і Багаряк. Північний край озерного намиста Уралу і мальовничі Вишневі гори, які називають «малими Ільменами», — все надає гірсько-лісовому району неповторні риси. Місто Каслі розташоване в мальовничому місці, з усіх боків його оточують озера.
Район розташований в північній частині лісостепової зони Челябінської області. На його території розташовані озера Сунгуль, Синара, Силач, Каслі, Іртяш, Кисегач; Потанінське, Вишневі гори. Березові ліси чергуються з сосновими і змішаними, з невеликими степовими ділянками. Ґрунти переважають темно-сірі, підзолисті.
Територія — 2786,54 квадратних кілометрів.

## Історія
Утворений район 4 листопада 1926 року.

## Населення
| 1989    | 2002    | 2005    | 2006    | 2007    | 2008    | 2009    |
| ------- | ------- | ------- | ------- | ------- | ------- | ------- |
| 48 259  | ↘41 363 | ↘39 165 | ↘38 024 | ↘37 129 | ↘36 405 | ↘20 225 |
| 2010    | 2011    | 2012    | 2013    | 2014    | 2015    | 2016    |
| ↗34 712 | ↘34 632 | ↘34 240 | ↘33 980 | ↘33 688 | ↘33 495 | ↘33 055 |
| 2017    |         |         |         |         |         |         |
| ↘32 472 |         |         |         |         |         |         |